# Sphaerodactylus storeyae
Sphaerodactylus storeyae — вид геконоподібних ящірок родини Sphaerodactylidae. Ендемік Куби. Вид названий на честь герпетологині Маргарет Гамільтон Сторі.

## Поширення і екологія
Sphaerodactylus storeyae мешкають на острові Ісла-де-ла-Хувентуд та на островах Лос-Канарреос. Вони живуть в прибережних сухих чагарникових заростях та в прибережних вічнозелених лісах, поблизу печер. Відкладають яйця.

## Збереження
МСОП класифікує цей вид як такий, що перебуває під загрозою зникнення. Sphaerodactylus storeyae загрожує знищення природного середовища. 